# Dagur (sockenhuvudort i Kina, Qinghai Sheng, lat 36,42, long 95,73)
Dagur (kinesiska: 大格勒, 大格勒乡) är en sockenhuvudort i Kina. Den ligger i provinsen Qinghai, i den nordvästra delen av landet, omkring 540 kilometer väster om provinshuvudstaden Xining. Antalet invånare är 2 178. Befolkningen består av 973 kvinnor och 1 205 män. Barn under 15 år utgör 17,0 %, vuxna 15-64 år 79 %, och äldre över 65 år 3,0 %.
Trakten runt Dagur är nära nog obefolkad, med mindre än två invånare per kvadratkilometer. Dagur är det största samhället i trakten. Trakten runt Dagur är ofruktbar med lite eller ingen växtlighet.
Genomsnittlig årsnederbörd är 214 millimeter. Den regnigaste månaden är juli, med i genomsnitt 45 mm nederbörd, och den torraste är december, med 1 mm nederbörd.